# أيزاياه شيفر
أيزاياه شيفر (بالإنجليزية: Isaiah Schafer)‏ (مواليد 7 يونيو 1990) هو لاعب كرة قدم أمريكي، يلعب في مركز الدفاع، لعب مع نادي فآسا وPhoenix FC ‏ وReal Colorado Foxes ‏.

## وصلات خارجية
- أيزاياه شيفر على موقع قاعدة بيانات كرة القدم.إي يو (الإنجليزية)
- أيزاياه شيفر على موقع Soccerway.com (الإنجليزية)